# Список умерших в 1753 году

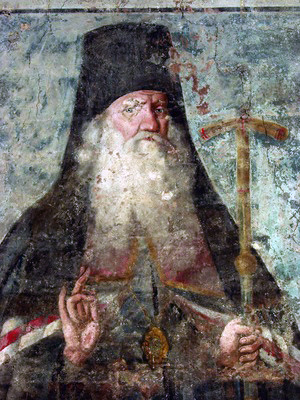
Гавриил (Русской) (?-1753)

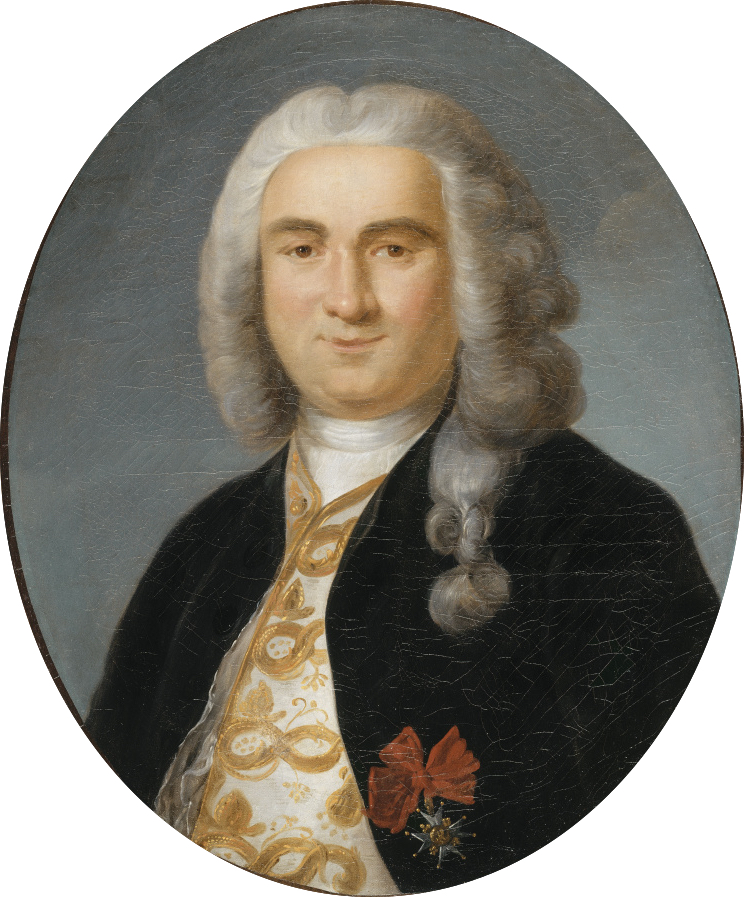
Лабурдонне, Бертран Франсуа де (1699-1753)

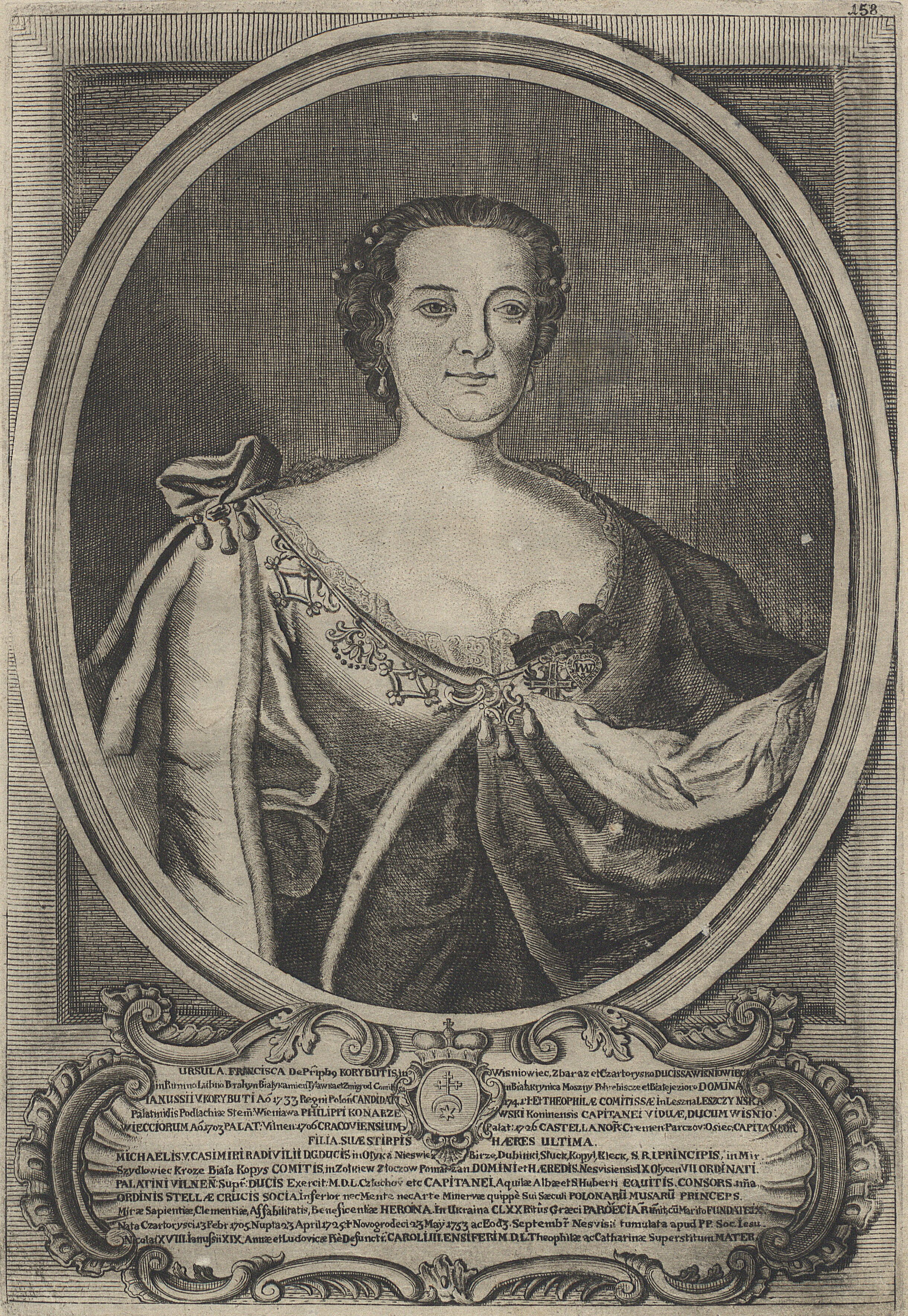
Радзивилл, Франциска Урсула (1705-1753)

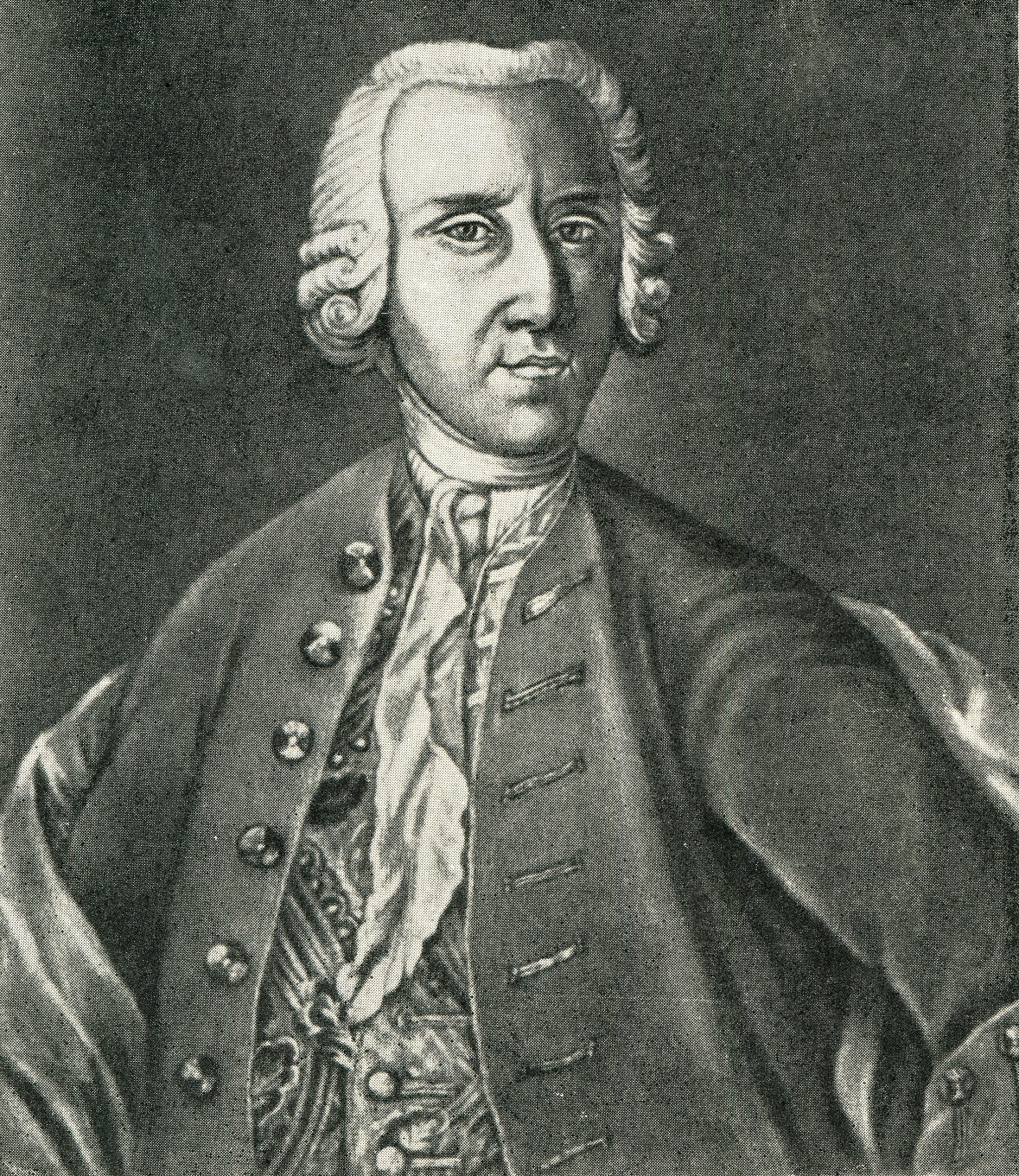
Рихман, Георг Вильгельм (1711-1753)

В этой статье представлен список известных людей, умерших в 1753 году.
См. также: Категория:Умершие в 1753 году

## Январь
- 11 января — Слоан, Ганс — английский медик, натуралист, коллекционер, член Лондонского королевского общества, с 1727 по 1741 годы его президент
- 12 января — Лама Дорджи — хан, правитель Дэрбэн Ойрат улс с титулом Эрдэни-Баатор-хунтайджи (1749—1753), представитель рода чорос, старший сын джунгарского хана Галдан Цэрэна
- 14 января — Беркли, Джордж — английский философ, известный своей системой спиритуалистической философии; епископ Клойнский в Ирландии
- 16 января — Гавриил (Русской) — архиепископ Великоустюжский и Тотемский (1738—1748), Архиепископ Казанский и Свияжский (1735—1738), епископ Суздальский и Юрьевский (1731—1735)

## Февраль
- 16 февраля — Руффо, Томмазо — итальянский куриальный кардинал, секретарь Верховной Священной Конгрегации Римской и Вселенской Инквизиции

## Май
- 8 мая — Максимилиан Гессен-Кассельский — принц Гессен-Кассельский и фельдмаршал императорской армии
- 23 мая — Радзивилл, Франциска Урсула — писательница и драматург, последняя представительница рода Вишневецких, первая женщина-писатель в Польше и Белоруссии
- 26 мая — Пимен (Савёлов) — епископ Русской православной церкви, епископ Вологодский и Белозерский (1740—1753)

## Июнь
- 30 июня — Икен, Конрад — немецкий историк и богослов

## Июль
- 26 июля — Рихман, Георг Вильгельм — российский физик; действительный член Академии наук и художеств

## Август
- 4 августа — Зильберман, Иоганн Готфрид — немецкий органный мастер
- 16 августа — Торен, Улоф — шведский ботаник и священник, один из «апостолов Линнея»
- 19 августа — Нейман, Иоганн Бальтазар — немецкий архитектор барокко и рококо

## Сентябрь
- 16 сентября — Кнобельсдорф, Георг Венцеслаус фон — немецкий архитектор, основной представитель фридерицианского рококо
- 16 сентября — Стефан (Калиновский) — епископ Русской православной церкви, архиепископ Новгородский и Великолуцкий

## Ноябрь
- 10 ноября — Лабурдонне, Бертран Франсуа де — французский мореплаватель и военачальник

## Декабрь
- 15 декабря — Ричард Бойль, 3-й граф Бёрлингтон — английский аристократ и меценат, один из распространителей палладианства и вдохновителей масонского движения в Англии, прозванный «графом-архитектором»
- 19 декабря — Бушардон, Жак-Филипп — французский скульптор и декоратор; сын скульптора Жана-Батиста Бушардона и младший брат скульптора Эдме Бушардона

## Дата неизвестна или требует уточнения
- Ботурини, Лоренцо — историк, антиквар и этнограф, изучавший Новую Испанию
- Никитин, Роман Никитич — один из первых русских художников, наряду с братом Иваном и Андреем Матвеевым, работавшие в стиле западноевропейского искусства